# Геологический факультет Санкт-Петербургского государственного университета
Геологический факультет Санкт-Петербургского государственного университета был основан в 1932 году. Существовал до 2014 года, когда вместе с бывшим факультетом географии и геоэкологии составил Институт наук о Земле.

## История
В последние годы его существования на факультете было 13 кафедр, в том числе научные центры и лаборатории. В 1993 году факультет перешел на двухступенчатую систему подготовки специалистов — бакалавров геологии (4 года) и магистров геологии (дополнительно 2 года). Параллельно с этим осуществляется подготовка дипломированных специалистов (5 лет) по специальностям «гидрогеология и инженерная геологи«», «экологическая геология», «геология и геохимия горючих ископаемых», «прикладная геохимия, минералогия, петрология», «экология». Каждый год факультет выпускает порядка 70 бакалавров, 30 специалистов и 20 магистров.

## Известные выпускники
- Выпускники геологического факультета, о которых есть статьи в Википедии